# Aeroportul Beihai Fucheng
Aeroportul Beihai Fucheng (IATA: BHY, ICAO: ZGBH) este un aeroport din Fucheng Town⁠(d), Yinhai District⁠(d), Beihai⁠(d), Guangxi, Republica Populară Chineză ce deservește zona Beihai⁠(d). Aeroportul a fost tranzitat în 2022 de 662.298 de pasageri. A fost numit după zona deservită.
Aeroportul dispune de o singură pistă.